# Марція Гроссі
Марція Гроссі (італ. Marzia Grossi; нар. 2 вересня 1970) — колишня італійська тенісистка.
Найвищу одиночну позицію світового рейтингу — 79 місце досягла 13 вересня 1993, парну — 102 місце — 9 жовтня 1989 року.
Здобула 1 одиночний та 7 парних титулів.
Найвищим досягненням на турнірах Великого шолома було 3 коло в одиночному розряді.

## Фінали турнірів WTA

### Одиночний розряд: 1 (1 перемога)
| Результат | Дата     | Турнір     | Рівень  | Покриття | Суперниця       | Рахунок       |
| --------- | -------- | ---------- | ------- | -------- | --------------- | ------------- |
| Перемога  | Лип 1993 | Сан-Марино | Tier IV | Ґрунт    | Барбара Ріттнер | 3–6, 7–5, 6–1 |

## Фінали ITF
| турніри $25,000 |
| турніри $10,000 |

### Одиночний розряд: 6 (2–4)
| Результат | Ранг | Дата            | Турнір                  | Покриття | Суперниця           | Рахунок       |
| --------- | ---- | --------------- | ----------------------- | -------- | ------------------- | ------------- |
| Перемога  | 1.   | 27 червня 1988  | ITF Ареццо, Італія      | Ґрунт    | Ева Швіглерова      | 7–6, 6–1      |
| Поразка   | 1.   | 8 серпня 1988   | ITF Палермо, Італія     | Ґрунт    | Карін Кшвендт       | 6–4, 0–6, 1–6 |
| Поразка   | 2.   | 13 липня 1992   | ITF Сецце, Італія       | Тверде   | Катя Пікколіні      | 3–6, 6–3, 2–6 |
| Поразка   | 3.   | 28 вересня 1992 | ITF Santa Maria, Італія | Ґрунт    | Россана де лос Ріос | 4–6, 0–6      |
| Поразка   | 4.   | 15 березня 1993 | ITF Реймс, Франція      | Ґрунт    | Лоранс Андретто     | 1–6, 2–6      |
| Перемога  | 2.   | 3 липня 1995    | ITF Сецце, Італія       | Ґрунт    | Софія Празеріс      | 6–3, 6–2      |

### Парний розряд: 8 (7–1)
| Результат | Ранг | Дата            | Турнір                  | Покриття | Партнерка          | Суперниці                                | Рахунок       |
| --------- | ---- | --------------- | ----------------------- | -------- | ------------------ | ---------------------------------------- | ------------- |
| Перемога  | 1.   | 3 квітня 1988   | ITF Рим, Італія         | Ґрунт    | Франческа Романо   | Фернанда Гонсалес Маріана Перес-Рольдан  | 7–5, 6–3      |
| Перемога  | 2.   | 5 вересня 1988  | ITF Альяна, Італія      | Ґрунт    | Барбара Романо     | Анне Аалонен Нанне Дальман               | 4–6, 7–6, 6–4 |
| Перемога  | 3.   | 10 квітня 1989  | ITF Палермо, Італія     | Ґрунт    | Барбара Романо     | Рейчел Макквіллан Крістін Кунс           | 6–3, 6–2      |
| Перемога  | 4.   | 13 травня 1991  | ITF Франкавілла, Італія | Ґрунт    | Катеріна Ноццолі   | Вівіана Вальдовінос Джолін Ватанабе-Ґілц | 6–1, 6–3      |
| Перемога  | 5.   | 26 серпня 1991  | ITF Ронкіс, Італія      | Ґрунт    | Барбара Романо     | Мая Палавершич Моніка Кратохвілова       | 6–4, 7–5      |
| Поразка   | 1.   | 24 серпня 1992  | ITF Ла-Спеція, Італія   | Ґрунт    | Лаура Лапі         | Квета Пешке Тіна Вукасович               | 5–7, 6–2, 2–6 |
| Перемога  | 6.   | 24 березня 1993 | ITF Реймс, Франція      | Ґрунт    | Ріта Гранде        | Комлева Світлана Ольга Лугіна            | 6–4, 6–4      |
| Перемога  | 7.   | 12 червня 1995  | ITF Масса, Італія       | Ґрунт    | Еммануель Гальярді | Аліче Канепа Джулія Казоні               | 3–6, 6–4, 7–5 |